# The Elder Scrolls V: Skyrim — Hearthfire
The Elder Scrolls V: Skyrim — Hearthfire (англ. Стародавні Сувої 5: Скайрим — Вогнище) — друге доповнення до відеогри Skyrim. Доповнення вийшло 4 вересня 2012 року на Xbox 360, 4 жовтня 2012 року на персональних комп'ютерах і 19 лютого 2013 року на PS3.
Hearthfire обертається навколо придбання та вдосконалення землі, дозволяючи гравцеві будувати та налаштовувати власний будинок. Додаток також запровадив усиновлення, даючи гравцям можливість усиновити до двох дітей, щоб жити з ними в їх особистому будинку.

## Ігровий процес
Доповнення дозволяє гравцеві купити до трьох земельних ділянок і побудувати на них власні будинки із сировини, наприклад, пиломатеріалів та глини. Для будівництва і облаштування вашого житла будуть потрібні інструменти — верстати і креслярські столи, за допомогою яких можна створювати сам будинок, виготовляти меблі та предмети для нього. Це можуть бути як маленькі одноповерхові будиночки з можливістю додати такі прибудови, як теплиці, пасіка, алхімічні лабораторії, зали трофеїв, бібліотеки, оранжереї і іншими принадами. Є три садиби, які гравець може побудувати: Садиба Лейквью (на схід від Фолкріту), Садиба Віндстад (на північний схід від Морталу) та Хелджархен Холл (на південь від Даунстару). Кожен з них вимагає, щоб гравець заслужив повагу Ярла, який керував утриманням в той час, і став Таном, а потім придбати землю у Ярла або їх управителя. Існують варіанти найняти стюардів для догляду за домом, візників для швидкого перевезення та особистого барда разом з тваринами, включаючи коней для легшого транспортування при перевантаженні різними предметами. Hearthfire також запроваджує можливість виховувати сім'ю шляхом усиновлення дітей.